# Квалитативни поремећај свести
Квалитативни поремећаји свести представљају оштећења будног стања свести, обухватају помућење и дезинтеграцију највиших интегративних функција свесног „ја“. Свест је присутна, али неадекватно функционална. Остале менталне функције функционишу у складу са променом, тако да је целокупно понашање личности неуобичајено. Због погрешних интерпетација збивања у окружењу, могући су аутоагресивни и хетероагресивни поступци.
Поред квалитативних поремећаја свести издвајамо још и квантитативне поремећаје свести.
Квалитативни поремећаји свести могу бити:

## Дезоријентација
Представља основни облик квалитативног поремећаја свести. Карактерише је неспособност оријентације. Особа се не сналази у простору (спацијална оријентација), не препознаје људе око себе (алопсихичке дезоријентације), губитак додира с временом у коме се налази (темпорална оријентација). Није у стању да да податке о себи (аутопсихичке дезоријентације). Болесник често делује збуњено, уплашено, несигурно, стално за нечим трага, повишена је сугестибилност с повременим јављањем чулних обмана. Такође дезоријентацију или конфузно стање може карактерисати и јављање несистематизованих, флуидних и пролазних идеја односа. Етиологија поремећаја је у токсикоинфектиним оштећењима централног нервног система, после траума, код артериосклеротичних јаче измењених крвних судова мозга, метаболичких дисбаланса и других оштећења можданог ткива. Дезоријентација може бити такође изазвана и стресним ситуацијама.

## Кома вигиле
Кома вигиле позната је и као апалички синдром. јавља се након дуге коме проузроковане краниоцеребралном траумом или неком болешћу мозга. Болесник лежи непомично у кревету и на први поглед изгледа да ке будан. Повремено се запажају координисани покрети очију, а трептање очним капцима је сасвим нормално. Такође постоји очуван ритам сна и будности. Могуће је изазвати рефлекс сисања и пућења. Међутим контакт са болесником је практично немогућ (он се не одазива на позив, а на болне дражи реагује несврсисходним покретима). Све ово је праћено и вегетативном дисрегулацијом (колебање крвног притиска, појачано знојење, контрактура мишића). Временом се развија свеопшти маразам (неухрањеност), а после извесног периода времена, који се мери недељама, месецима, па чак и годинама, по правилу наступа смрт.

## Деперсонализација
Деперсонализација подразумева запажање (непостојећих) промена субјекта у детаљима или глобално. Сопствено "ја" и сопствени психички садржај се доживљавају као измењени, туђи. Болесник има утисак да је изгубио идентитет, да је другачији. Доживљај измене је делимичан (поједини сегменти тела, личности) или потпун. Појам садржи соматске (десоматизација), само психолошке (дезанимација) или и једне и друге "промене" истовремено. У оквиру таквог поремећаја, особа често стоји испред огледала и проверава своје утиске феномен огледала. Екстремни облик поремећаја је трансформација личности, у оквиру које, болесник у потпуности занемарује претходни, а усваја нови идентитет. У том случају пацијент себе доживљава као другу особу или чак као животињу. Појава се често јавља у оквиру схизофреније, али се може видети и код неуротика, када представља одговор (одбрану) од јаког стреса. Јављање оваквог стања код особа у пубертету не мора да има патолошки карактер.

## Удвајање (цепање) личности
Удвајање (цепање) личности се исказује као веома озбиљно измењен доживљај сопственог "ја". Понекад се виђа у оквиру клиничке слике схизофреније (сопствено ја се доживљава удвојено). У ширем смислу, цепање личности је део феномена деперсонализације.

## Дереализација
Дереализација представља стање у коме пацијент има измењени субјективни доживљај о објективном окружењу. Дереализација обухвата измењени доживљај простора, предмета (спацијална оријентација), особа у простору (алопсихичка оријентација) и времена (темпорална оријентација). Ако се ради о особама из окружења, дереализација може обухватити и измењење њихових осећања и односа према субјекту. Овакве околности могу бити подлога за формирање суманутих идеја односа, прогањања и интерпретативних суманутих идеја.

## Делиријум
Делиријум или делирантно стање се карактерише потпуном дезоријентацијом субјекта (субјекат се не сналази у простору и времену, не препознаје особе у свом окружењу, а понекад долази и до сопственог цепања личности). Због неадекватног доживљавања окружења, претећих халицинација или илузија и сумрачних садржаја мишљења настају страх немир и психомоторно узбуђење, праћено вегетативним испољавањима (знојење, дрхтање и сл.). Могуће је деструктивно понашање, праћено суицидалним или хомицидалним активностима, условљено јаким осећањем страха. Делирантно стање обично настаје нагло, траје кратко, а најдуже три до четири недеља. За тај период постоји потпуна или делимична амнезија. Делирантно стање се најчешће јавља код хроничних алкохоличара, затим код фебрилних стања (нарочито код деце), пацијената са артериосклерозом мозга, као и код процеса у међумозгу, попут тумора, трауматских оштећења и сл. У неким случајевима је веома тешко доћи до узрока делирантног стања, па се пацијент мора брижљиво клинички опсервирати и подврћи разним допунским дијагностичким методама прегледа.

## Аменција
Аменцију карактерише исправно препознавање појединости, док се способност њиховог међусобног повезивања у целину изостаје. Особа је у стању да исправно опажа поједине делове ситуације у којој се налази, али краузално повезивање тих односа у целину изостаје. Због неадекватног доживљавања окружења, пратећих аутопсихичких и алопсихичких сметњи, као и сметње функције мишљења, особа изгледа збуњено, уплашено, прати је немир и психомоторна узбуђеност. Понашање иде од неупадљивог, све до хиперактивног. Аменција може бити аутохтони феномен или се развија у вези са делиријумом. Аменцију карактерише органски условљена етиологија. Поремећај може трајати недељама или месецима, а за тај период постоји делимична амнезија.

## Сумрачно стање
Сумрачно стање карактерише очување предметне свести, док свесност о сопственом "ја" недостаје. Због сужења свести пацијент није у стању да сагледа своју личност, особе у свом окружењу, простор у коме се налази поступке у времену трајања поремећаја. Стање нагло настаје и престаје, најчешће траје неколико минута, ређе данима, а изузетно ретко траје месецима. Поред дезоријентације, стање карактерише и непотпуна или потпуна амнезија. Унутрашња повезаност психичких функција је очувана и већа је него код делиријума. Разликујемо две врсте сумрачних стања.
- Код оријентисаних болесника, који су неупадљиви за околину (болесник путује, разговара, може да обавља различите простије послове, склапа познанства, упушта се у социјалне интеракције, с непотпуним увидом о свом понашању) код недовољно упућених особа.

- Код дезоријентисаних пацијената испољавање сумрачног стања је неупоредиво препознатљивије за околину. Наиме, због застрашујућих халуцинација и илузија болесник доживљава узнемиреност, страх и склон је агресивном понашању (које се доживљава као одговор на претње које долазе из окружења) када постаје опасан по себе и околину.[7][1][6]

### Сумрачно стање и кривично право
У случају патолошког пијанства (патолошка напитост) којег карактерише обиље перцептивних обмана и изражено афективно реаговање, је форензички изразито интересантно. Ова неуобичајена реакција на минималне дозе алкохола која се код просечне особе никад не виђа, може да услови деструктивно понашање којим се потенцијално угрожава туђи живот. Бележени су и случајеви хомоцида у оваквом измењеном стању свести. За први пут учињено кривично дело у стању патолошког пијанства, учинилац се сматра неурачунљивим, па стога је кривично неодговоран. Он се од стране суда упозорава да никада, ни под којим околностима, не сме узимати алкохол (обавезује се на потпуну апстиненцију). Уколико се због истог разлога пацијент поново нађе оптуженичкој клупи, тада се он терети кривично одговорним, јер је био дужан и могао је предвидети да је у таквом стању способан да повреди неког.

### Органски условљена сумрачна стања
Органски условљена сумрачна стања су најчешће само један од аспеката различитих органских оштећења. Органска оштећења које карактерише сумрачно стање:
- Епилепсија
- Епилептоидни поремећај личности
- Физичке повреде мозга
- Токсична оштећења мозга[7]

### Функционално условљена сумрачна стања
Функционално условљена сумрачна стања (сужење свести) су повезана са:
- Снажним емоционалним стањима (страх, гнев) или патолошким афектом.
- хистеричним стањима
- месечарење (Сомнамбулизам)
- Хипнозом
- Фугама
- Стањима буновности (последица јачег умора, наглог прекида спавања, интоксикације алкохолом, узбуђење итд.)[7]

## Психопатологија свести-услови настанка
Поремећаја свести може настати услед биолошких и/или психолошких чиниоца.

### Биолошки-органски чиниоци настанка поремећаја свести:

#### Хемијски условљена оштећења мозга (интоксикације)
- Ендогена интоксикација (тровање) је обично последица оштећења функције неког од унутрашњих органа (јетре или бубрега), чији је задатак неутралисање и одстрањиване токсичних продуката метаболизма из организма. Нагомилани ендотоксини доводе до (унутрашњег) тровања организма, укључујући и анатомску основу менталних збивања (мозак);
- Егзогене интоксикације представљају уношење отрова из спољне средине (гљиве, психоактивне супстанце и сл.).

#### Структурална оштећења мозга
Структурална оштећења мозга или можданих опни могу бити :тумори, епилепсија, запаљење мозга или можданих опни, поремећаји снабдевања мозга енергетским материјама или кисеоником због циркулацијских оштећења, физичке повреде мозга.

### Психолошки чиниоци настанка поремећаја свести:
- Озбиљна душевна обољења (схизофренија пре свих);
- Функционални поремећаји засновани најчешће на поремећају емоција (страх, гнев, анксиозност, стање патолошког афекта.)[7]